# 乔纳·佩雷蒂

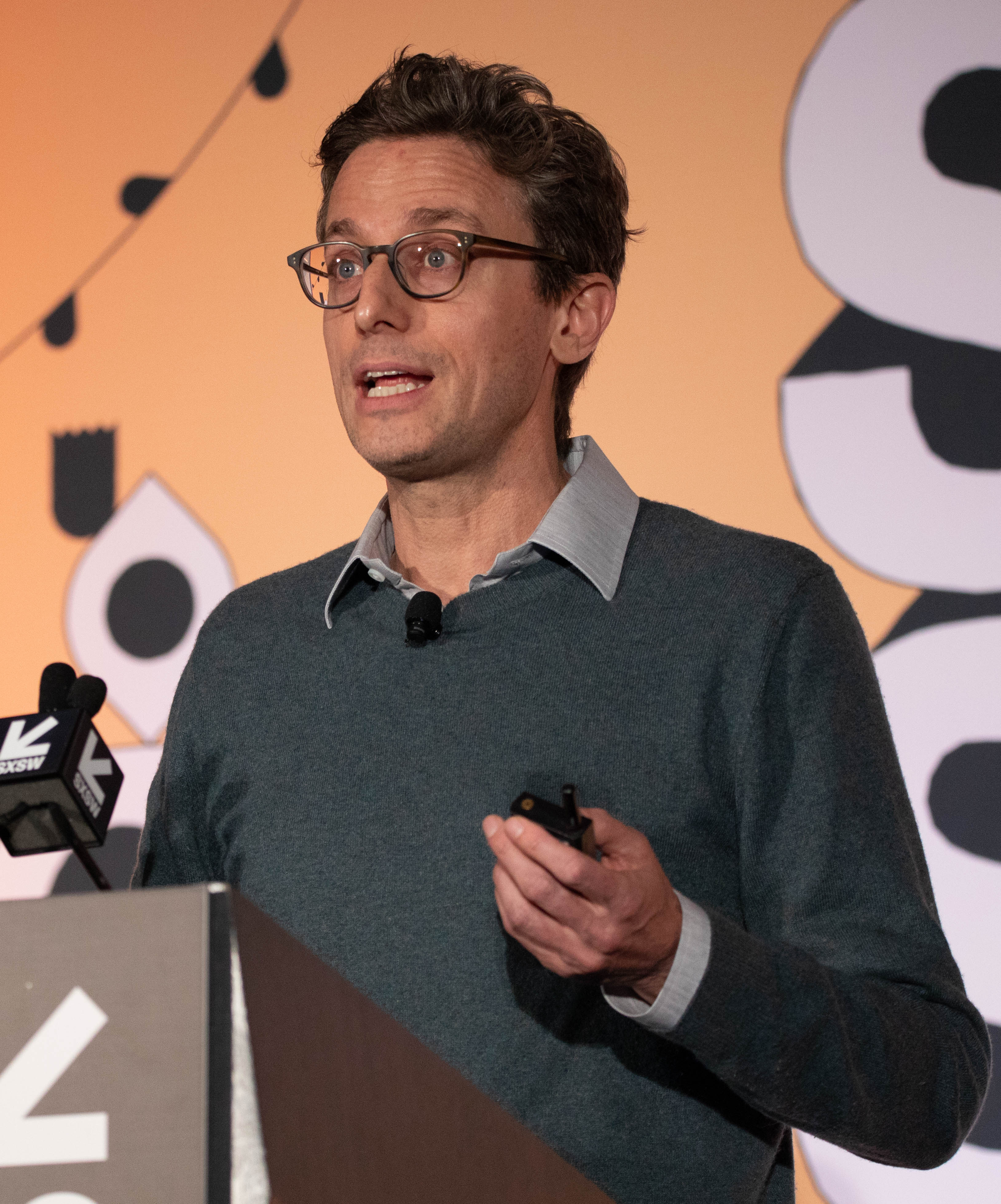
乔纳·佩雷蒂

乔纳·佩雷蒂 （1974年1月1日—）是一位美国互联网企业家。他是BuzzFeed的联合创始人兼首席执行官，  他也是赫芬顿邮报的联合创始人。

## 生平
佩雷蒂生于加利福尼亚州，在奥克兰长大。 他的父亲是一名刑事辩护律师和画家，具有意大利和英国血统，他的母亲是一名教师，也是犹太人。他的继母是非裔美国人。  他曾就讀於加州大學聖塔克魯茲分校。  20世纪90年代中期，他在新奥尔良的一所教授计算机科学。 他于2001年获得麻省理工媒体实验室的硕士学位。 